# Ischnocolus triangulifer
Ischnocolus triangulifer är en spindelart som beskrevs av Anton Ausserer 1871. Ischnocolus triangulifer ingår i släktet Ischnocolus och familjen fågelspindlar.
Artens utbredningsområde är Italien. Inga underarter finns listade i Catalogue of Life.